# Estatua de Alexander Hamilton (Chicago)
La estatua de Alexander Hamilton es una estatua monumental de Alexander Hamilton en Chicago, Illinois (Estados Unidos). Ubicado en el Lincoln Park de la ciudad, el monumento se instaló en 1952 y se completó varios años antes en 1939.

## Historia
El monumento en honor a Alexander Hamilton fue propuesto por la filántropa Kate Sturges Buckingham antes de su muerte en 1937. Su testamento incluía una asignación de 1 millón de dólares al Instituto de Arte de Chicago para la construcción del monumento. Buckingham sintió que Hamilton era una figura subestimada en la creación de los Estados Unidos, y antes de su muerte, encargó al escultor John Angel que diseñara una estatua de Hamilton y al arquitecto Eliel Saarinen que creara una estatua que descansa sobre una columna de 24 m de altura. La estatua se completó en 1939, mientras que la idea de la columna nunca se ejecutó. Después de esto, la estatua permanecería almacenada durante más de 12 años debido a la escasez de bronce durante la Segunda Guerra Mundial.El monumento fue dedicado en Lincoln Park en 1952, acompañado de un gran pedestal detrás de él hecho de piedra caliza y granito diseñado por Samuel A. Marx.Sin embargo, este basamento se retiró más tarde en octubre de 1993, y poco después el monumento se colocó sobre un nuevo pedestal de granito rojo En 2016, la estatua se sometió a una renovación de 52 000 dólares que incluyó un extenso redorado.

## Diseño
El monumento mide 4 m de altura y pesa 2 kg.